# قريق
قُرَّيْق (الاسم العلمي: Coryphaena)، جنس أسماك بحرية من الفرخيات، وهو العضو الوحيد في فصيلة القرقيات. أعطانه بحار البلاد الحارة والمعتدلة الحرارة. يمكن أن يصل وزنه إلى حوالي 88 رطلاً (40 كجم).